# Historia del tenis español

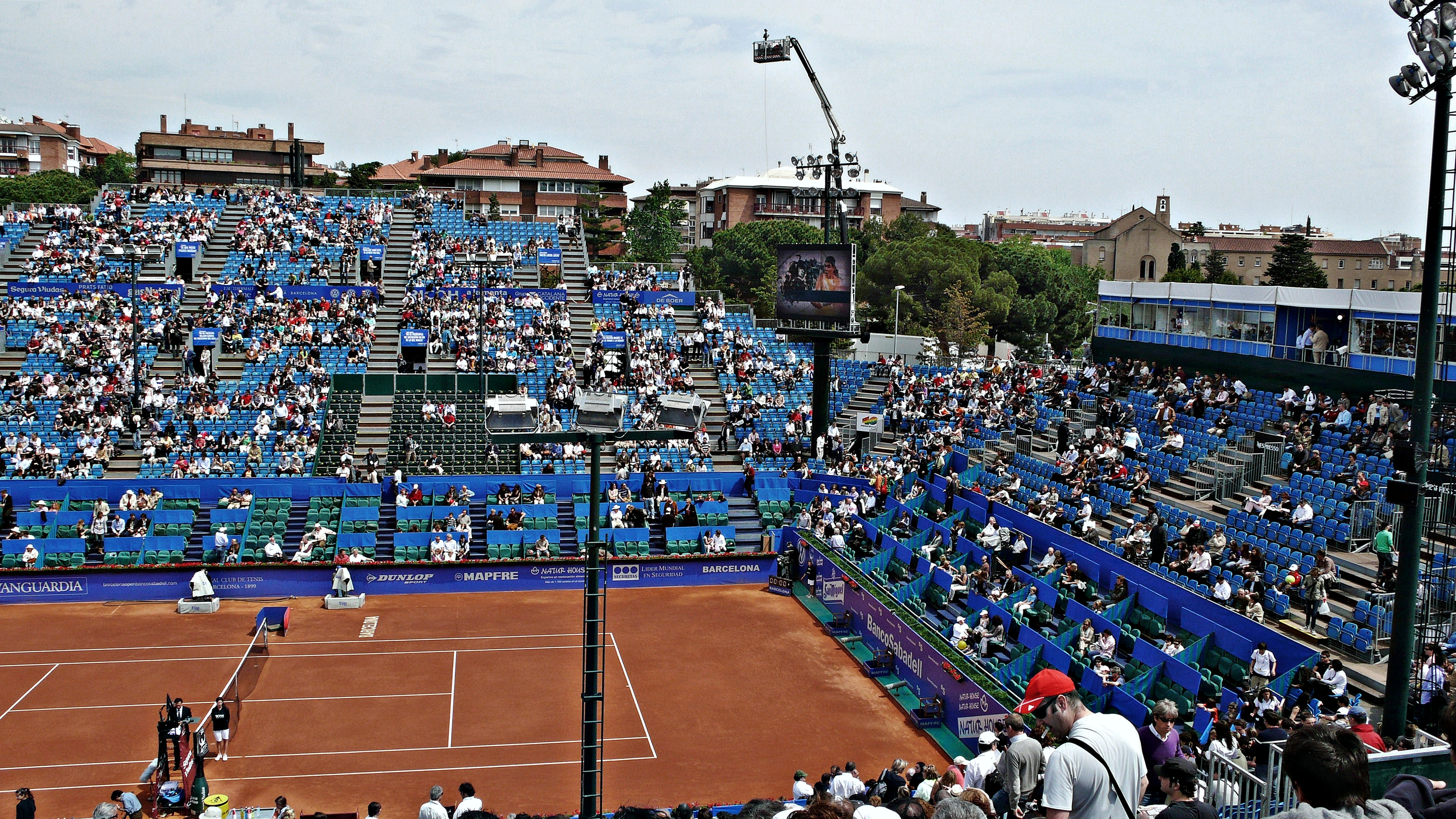
Foto del tenis Conde de Godó de Barcelona.

## Inicio
Los ingleses que habitaban en la colonia inglesa de las minas de Riotinto (Huelva), ya promovían la práctica del tenis. El 23 de diciembre de 1889, en la reunión celebrada en el Hotel Colón, donde estaba la sede del Rio Tinto Company Limited, se constituye oficialmente el  Huelva Recreation Club, entidad dedicada al fútbol, pero que en sus estatutos se incluye la promoción del juego del Lawn-Tennis. Su acta de fundación así lo refleja:

...en la secretaría del Hotel Colón se tenga libro de registros, en el cual los señores socios que deseen ocupar el terreno señalado para el lawn-tennis anoten su nombre y el tiempo que deseen ocuparlo, no excediendo de una hora.
RFET (Real Federación Española de Tenis) Historia de la RFET

El Huelva Recreation Club, promueve una asociación de tenis llamada: Asociación de Lawn Tennis de Clubes de la Provincia de Huelva.

## Primeros años
En el año 1903 se celebró en Barcelona el primer Concurso Internacional de Tenis, las finales de disputaron en el Lawn-Tennis Club de Barcelona, el concurso fue organizado por el club "Sport-Verein Barcelona", el Polo Club de Barcelona, el Salud Sport Club y el principal club organizador, el Lawn-Tennis Club de Barcelona.

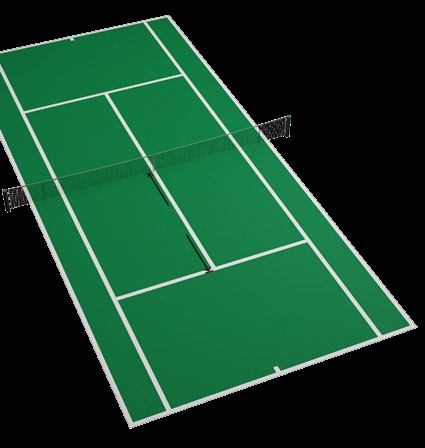
Esquema de una pista de tenis

Al año siguiente se disputó el segundo Concurso Internacional de Tenis, obteniendo el trofeo Mr. W. Cunnigham, y como premio recibió una copa donada por el Rey D. Alfonso XII. Los clubes de tenis fueron creciendo en España, ese mismo año habían aparecido el Real Sportsmen Club y el Valencia Lawn-Tennis Club. El año siguiente aparecieron Football Club Villafranca y el Lawn-Tennis del Turo. En el 1906, aparecieron el Madrid Lawn-Tennis Club, en 1907, el Lawn-Tennis Jerezano y el Cataluña Lawn-Tennis Club y en 1908 el Zaragoza Lawn-Tennis Club.
Hasta el año 1909, en la federación internacional de tenis, que entonces se llamaba Lawn Tennis Association, los clubes españoles estaban representados por la Lawn Tennis de Barcelona, la primera entidad nacional afiliada a la Lawn Tennis Association. Pero el 11 de noviembre de 1909, en la celebración del Concurso Internacional de San Sebastián, se fundó la Asociación de Lawn Tennis de España, que más adelante sería conocida como la Real Federación Española de Tenis. Su primera junta la formaban Jorge de Satrústegui, Manuel Tey, Enrique de Isasi González y Ernesto Witty.
En el año 1910, se disputó la primera edición del Campeonato de España de Lawn Tennis.
Fue en el año 1912, que la ya mencionada Asociación de Lawn Tennis de Clubs de la Provincia de Huelva, organiza un torneo challenger, el trofeo del campeón, fue una copa donada por el Rey D. Alfonso XII. Ese torneo lo ganó en propiedad F. K. Peach, al ganar por tercera vez la competición en 1921. La Asociación de Lawn Tennis de Clubs de la Provincia de Huelva no se afilió a la Asociación de Lawn Tennis de España, actual Real Federación Española de Tenis.
En el 1914, el Rey D. Alfonso XII concede a la Asociación de Lawn Tennis de España el título de Real y en el programa del Concurso Internacional de Barcelona aparece la entidad como Real Asociación de Lawn-Tennis de España.

## Primeras competiciones internacionales
A principios de los años 20, la afición por el tenis ya se había establecido en toda España. Entonces los clubes españoles empezaron a disputar, bajo la supervisión de la Real Asociación de Lawn-Tennis de España, torneos en los que compiten con los mejores clubes mundiales y los mejores tenistas españoles empiezan a participar en las pruebas internacionales más importantes.

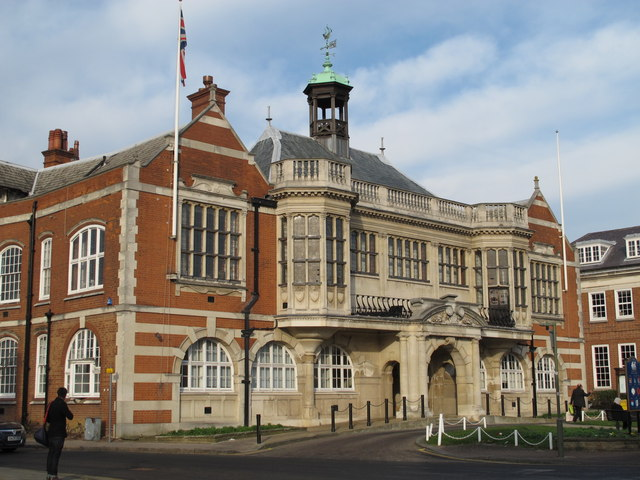
El barrio de Londres, Hendon, donde se disputa el London Country Club de Hendon

En 1920, la Real Asociación de Lawn-Tennis de España, envía por primera vez a los juegos olímpicos una delegación formada por Enrique de Satrústegui, Eduardo Flaquer, José María Alonso Areyzaga y Manuel Alonso. En esos juegos olímpicos disputados en Amberes, la delegación española llegaría a los cuartos de final.
El 23 de mayo de 1921, España debuta en la competición por equipos más prestigiosa del tenis, la Copa Davis. El equipo estaba formado por Manuel Alonso, José María Alonso, Manolo Gomar y Eduardo Flaquer, y se enfrentó contra Gran Bretaña en el London Country Club de Hendon.
En 1923, la Real Asociación de Lawn-Tennis de España, aprovechando la popularidad del tenis en España, organiza los Campeonatos del Mundo en pista cubierta, que se celebrarían en el desaparecido Palacio de la Industria del Parque de la Ciudadela de Barcelona. El año siguiente, en los Campeonatos de España que se disputan en Santander, se disputa por primera vez la prueba individual femenina del torneo.
En 1935 la Real Asociación de Lawn Tennis de España cambia el nombre y pasa a llamarse Real Federación Española de Tenis, y entre 1937 y 1939, debido a la Guerra Civil Española, se paraliza la actividad. En 1940 se vuelven organizar, en San Sebastián, los Campeonatos de España.

## Primeros éxitos internacionales

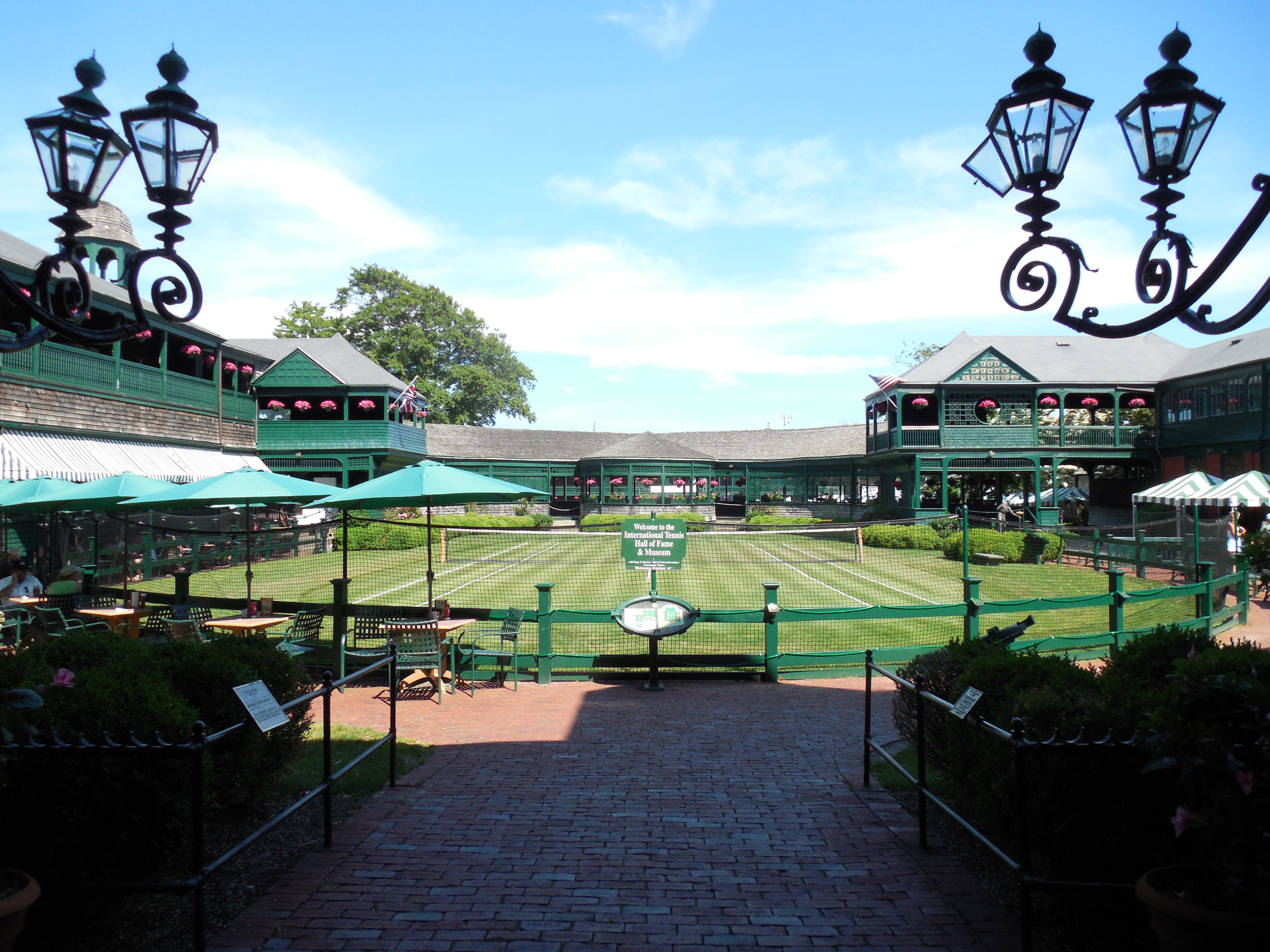
Salón de la Fama del Tenis Internacional

En la década de 1960, el equipo formado por Manolo Santana, Juan Gisbert, José Luis Arilla y Juan Manuel Couder, y capitaneado por Jaume Bartrolí, llega a dos finales de la Challenge Round, en 1965 y 1967. Los éxitos en la copa Davis y la llegada de la televisión en España, contribuyen a aumentar la popularidad del tenis.
A partir de las Federaciones Territoriales, que entonces se llamaban Asociaciones Regionales, se desarrolla el tenis por todo el país y llega a todas las ciudades. En el 1972, la Real Federación Española de Tenis inscribe a España en la Fed Cup, la competición por equipos más prestigiosa del tenis femenino. España gana la Fed Cup en 1991, 1993, 1994, 1995 y 1998 y la Copa Davis en 2000, 2004, 2008, 2010 y 2011.
En el 2004, la Internacional Hall of Fame, otorgó a la Real Federación Española de Tenis el Premio a la Mejor Federación Mundial.

## Principales competiciones

### Grand Slam

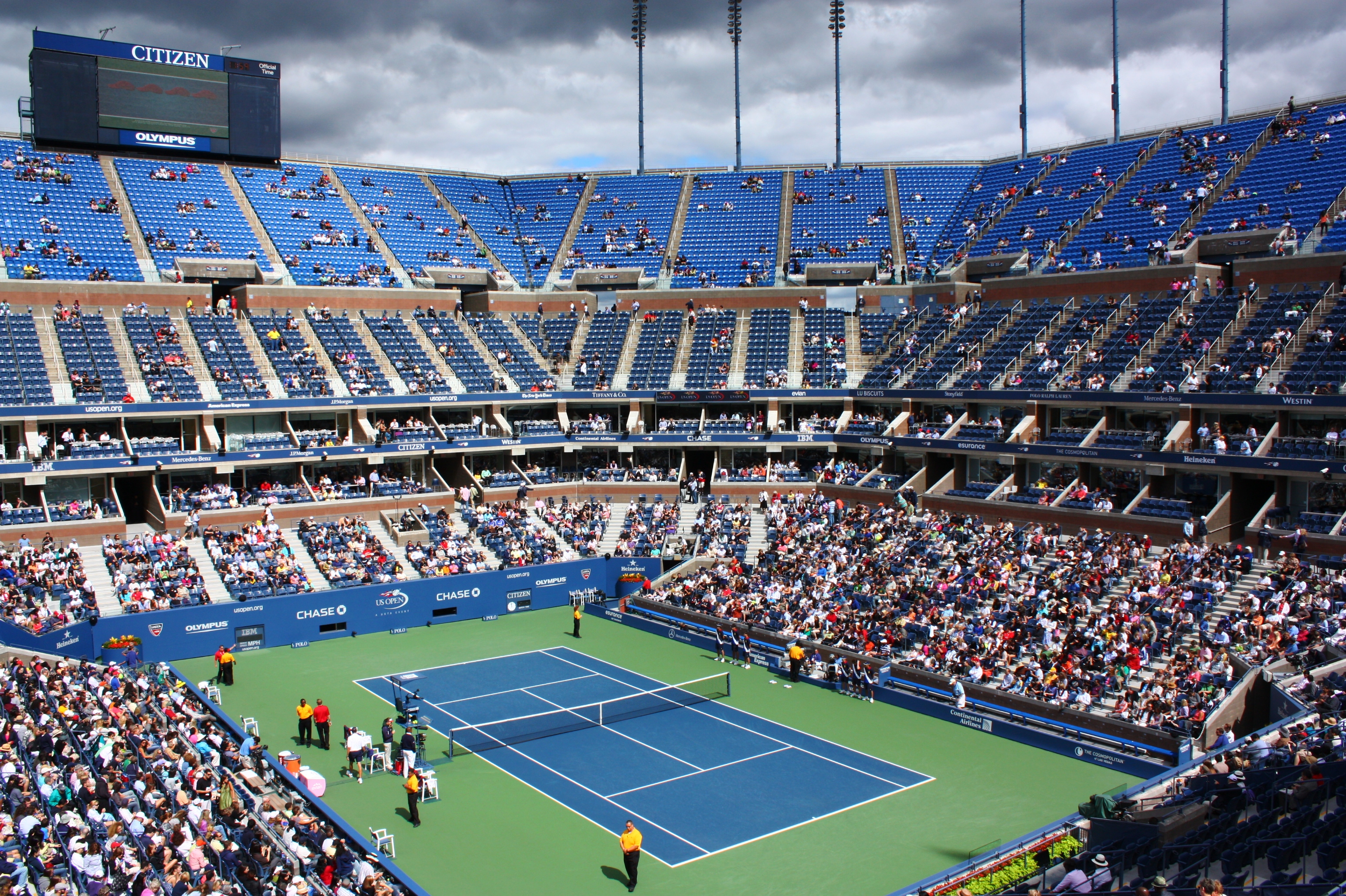
Grand Slam

El primer español que participó en el cuadro final de un Grand Slam fue Luis de Olivares. Lo hizo en el Campeonato de Wimbledon de 1920. Luis de Olivares cayó en primera ronda contra el británico HS Milford, por 3-6, 7-5, 6-2, 1-6 y 4-6.
En el 1921, Manuel Alonso de Areyzaga se convierte en el primer español en llegar a la final de un Grand Slam, fue en el Campeonato de Wimbledon de 1921, en la semifinal disputó un importante partido a 5 sets contra el japonés Zenzo Shimizu, Manuel ganó por 3-6, 7-5, 3-6, 6-4 y 8-6, ese partido le otorgó una fama mundial a Manuel, ya que el japonés era considerado uno de los mejores jugadores del momento. En el año 1922, Manuel Alonso llegó a los cuartos de final del Abierto de Estados Unidos, el actual US Open. De esta forma Manuel Alonso se convirtió en el primer español en llegar a cuartos de final de dos Grand Slams distintos.

### Wimbledon

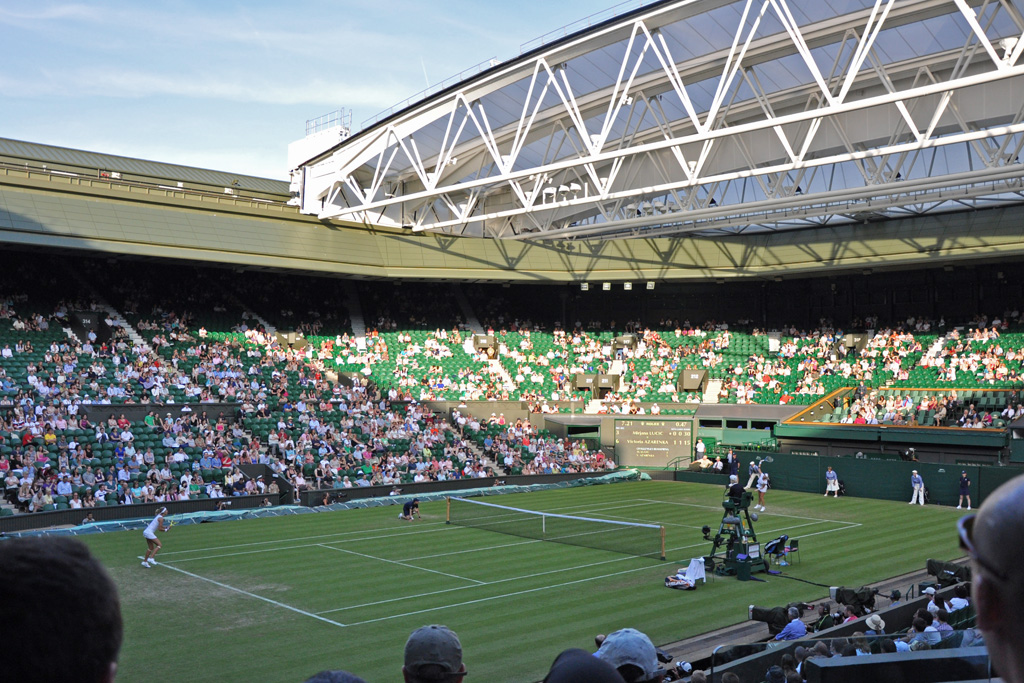
Wimbledon

#### Masculino
En el 1922, participaron cuatro españoles en Wimbledon. Los cuatro españoles fueron: Manuel Alonso de Areyzaga, José María Alonso de Areyzaga, Manuel de Gomar, y Eduardo Flaquer. El mejor resultado fue el de Eduardo Flaque que llegó a 4 ronda.
En el 1923, otro español llegaría a cuartos de final de Wimbledon, esta vez fue Manuel de Gomar, que perdería contra el americano Frank Hunter por 6-3, 6-4, 1-6, 3-6 y 2-6.
En el Campeonato de Wimbledon del 1962, otro español llegó a cuartos de final, hacía 39 años que no sucedía. En esta ocasión fue Manuel Santana, en cuartos de final, había 6 australianos, que por entonces dominaban el tenis mundial, Santana jugó contra el primer cabeza de serie, el australiano Rod Laver, perdió 16-14, 7-9, 2-6 y 2-6.
En el Campeonato de Wimbledon del 1966, Manuel Santana se convirtió en el primer español en ganar Wimbledon, en la final ganó al americano Dennis Ralston, por 6-4, 11-9 y 6-4.
En el Campeonato de Wimbledon del 1970, Andrés Gimeno llegó a semifinales de Wimbledon, perdió contra John Newcombe por 3-6, 6-8 y 0-6.
En el Campeonato de Wimbledon del 1972, Manuel Orantes llegó a semifinales de Wimbledon, perdió contra Ilie Năstase por 3-6, 4-6 y 4-6.
En el Campeonato de Wimbledon del 2005, Feliciano López llegó a cuartos de final de Wimbledon, hacía 33 años que ningún español llegaba a cuartos de final. Feliciano perdió contra Lleyton Hewitt por 5-7, 4-6 y 6-7 (2).
En el Campeonato de Wimbledon del 2006, Rafael Nadal llegaba a la final y perdía contra Roger Federer por 0-6, 6-7 (5), 7-6 (2) y 3-6.
En el año Campeonato de Wimbledon del 2007, por primera vez, hubo dos españoles en cuartos de final, fueron Rafael Nadal y Juan Carlos Ferrero. Juan Carlos perdía contra Federer en cuartos. Nadal llegó a la final y perdía contra Federer en la final por 6-7 (7), 6-4, 6-7 (3), 6-2 y 2-6.
En el Campeonato de Wimbledon del 2008, Rafa Nadal se convirtió en el segundo español en ganar Wimbledon, en la final ganó a Roger Federer por 6-4, 6-4, 6-7 (5), 6-7 (8) y 9-7. También fue la segunda ocasión en la que dos españoles llegaron a cuartos de final, Feliciano López perdió en cuartos contra Marat Safin.
En el Campeonato de Wimbledon del 2009, Juan Carlos Ferrero llegaba a cuartos de final y perdía contra Andy Murray por 5-7, 3-6 y 2-6.
En el 2010 Rafa volvió a ganar Wimbledon, en la final ganó a Tomáš Berdych por 6-3, 7-5 y 6-4.
En el Campeonato de Wimbledon del 2011, Rafael Nadal llegaba a la final y perdía contra Novak Djokovic por 4-6, 1-6, 6-1 y 3-6.
En el Campeonato de Wimbledon del 2012, David Ferrer llegaba a cuartos de final y perdía contra Andy Murray por 7-6 (5), 6-7 (6), 4-6 y 6-7 (4).
En el Campeonato de Wimbledon del 2013, David Ferrer llegaba a cuartos de final y perdía contra Juan Martín del Potro, y Fernando Verdasco perdía contra Andy Murray.

#### Femenino
La primera española en participar en Wimbledon, fue Lili de Álvarez, en el Campeonato de Wimbledon del 1926. Lili llegó a la final y perdió contra la británica Kitty Godfree por 2-6, 6-4 y 3-6.
En el Campeonato de Wimbledon del 1927, Lili llegó a la final y perdió contra la americana Helen Wills por 2-6 y 4-6.
En el Campeonato de Wimbledon del 1928, Lili llegó a la final y volvió a perder contra la americana Helen Wills por 2-6 y 3-6.
En el Campeonato de Wimbledon del 1989, 61 años después de que la última española, Lili de Alvez, superara los cuartos de final, otra española, Arantxa Sánchez Vicario, llegaba a cuartos de final, donde perdía contra Steffi Graf por 5-7 y 1-6.
En el Campeonato de Wimbledon del 1991, Arantxa Sánchez Vicario llegaba a cuartos de final y perdía contra la americana Mary Joe Fernández por 2-6 y 5-7.
En el Campeonato de Wimbledon del 1993, Conchita Martínez llegaba a semifinales y perdía contra la alemana Steffi Graf por 6-7 y 3-6.
En el Campeonato de Wimbledon del 1994, Conchita Martínez llegaba a la final y vencía a la americana Martina Navratilova por 6-4, 3-6 y 6-3. Y se convertía en la primera española en ganar Wimbledon.
En el Campeonato de Wimbledon del 1995, por primera vez superaban dos españolas los cuartos de final, Conchita Martínez perdía contra Arantxa Sánchez Vicario, Arantxa disputó la final contra Steffi Graf y perdió por 6-4, 1-6 y 5-7.
En el Campeonato de Wimbledon del 1996, Arantxa Sánchez Vicario llegaba a la final y perdía contra la alemana Steffi Graf por 3-6 y 5-7.
En el Campeonato de Wimbledon del 1997, Arantxa Sánchez Vicario llegaba a la semifinal y perdía contra la checa Jana Novotná por 4-6 y 2-6.
En el Campeonato de Wimbledon del 1998, Arantxa Sánchez Vicario llegaba a cuartos de final y perdía contra la suiza Martina Hingis por 3-6, 6-3 y 3-6.
En el Campeonato de Wimbledon del 2000, Magüi Serna llegaba a cuartos de final y perdía contra la australiana Jelena Dokić por 3-6 y 2-6.
En el Campeonato de Wimbledon del 2001, Conchita Martínez llegaba a cuartos de final y perdía contra la belga Justine Henin por 1-6 y 0-6.

### Abierto de Australia

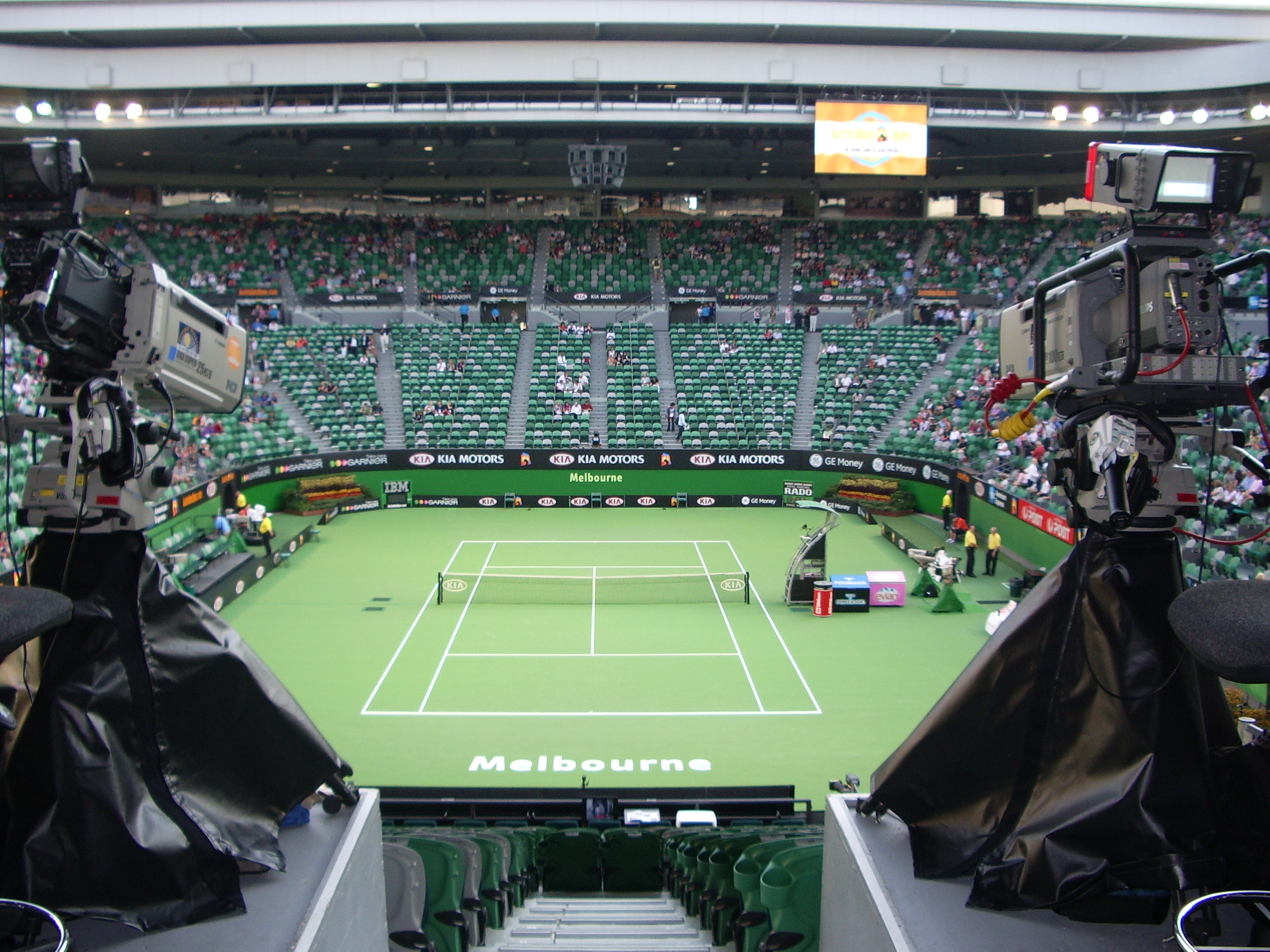
Abierto de Australia

#### Masculino
El primer español en participar en el Abierto de Australia fue Enrique Maier, fue en la edición de 1935, ganó la segunda ronda y perdió la tercera ronda contra el australiano Vivian McGrath por 1-6, 7-5, 3-6 y 2-6.
En el Campeonato de Australia 1959 volvió a participar un español, 24 años después de que lo hiciera Maier, también fue la primera vez que un español llegaba a cuartos de final, fue Andrés Gimeno que en cuartos cayo contra el australiano Bob Mark, por 4-6, 6-3, 5-7 y 4-6.
En el Campeonato de Australia 1965, Juan Gisbert llegó a cuartos de final, perdió contra el australiano Roy Emerson, por 3-6, 3-6 y 1-6.
En el Campeonato de Australia 1968, que fue el último Grand Slam antes de que empezara la era Open, Juan Gisbert llegó a la final, donde perdió contra el australiano William Bowrey, por 5-7, 6-2, 7-9 y 2-6. También fue la primera vez que llegaron dos españoles a cuartos de final, el otro español fue Manuel Orantes que perdió en cuartos contra Barry Phillips-Moore.
En el Abierto de Australia 1969, por segunda vez consecutiva un español llegaba a la final del Abierto de Australia, fue Andrés Gimeno, perdió contra Rod Laver por 3-6, 4-6 y 5-7.
En el Abierto de Australia 1997, por primera vez en el Abierto de Australia, llegaron tres españoles a cuartos de final. Albert Costa y Félix Mantilla cayeron en cuartos de final. Carlos Moyà llegó a la final pero perdió contra Pete Sampras por 2-6, 3-6 y 3-6.
En el Abierto de Australia 1998, Alberto Berasategui llegó a cuartos de final y perdió contra Marcelo Ríos por 7-6 (6), 4-6 4-6 y 0-6.
En el Abierto de Australia 2001, Carlos Moyá llegó a cuartos de final y perdió contra Sebastien Grosjean por 1-6, 4-6 y 2-6.
En el Abierto de Australia 2003, Juan Carlos Ferrero llegó a cuartos de final y perdió contra Wayne Ferreira por 6-7 (4), 6-7 (5) y 1-6.
En el Abierto de Australia 2004, Juan Carlos Ferrero llegó a semifinales y perdió contra Roger Federer por 4-6, 1-6 y 4-6.
En el Abierto de Australia 2007, Tommy Robredo llegó a cuartos de final y perdió contra Roger Federer, Rafael Nadal también llegó a cuartos de final y perdió contra Fernando Gonzalez.
En el Abierto de Australia 2008, David Ferrer llegó a cuartos de final y perdió contra Novak Djokovic, Rafael Nadal también llegó a semifinales y perdió contra Jo-Wilfried Tsonga.
En el Abierto de Australia 2009, Rafa Nadal, se convirtió en el primer tenista español en ganar el Abierto de Australia, en la final ganó a Roger Federer por 7-5, 3-6, 7-6 (3), 3-6 y 6-2. Fernando Verdasco también llegó a semifinales y perdió contra Rafael Nadal, fue la primera semifinal del Abierto de Australia donde se enfrentaron dos españoles.
En el Abierto de Australia 2010, Rafael Nadal llegó a cuartos de final y se tuvo que retirar por lesión contra el británico Andy Murray.
En el Abierto de Australia 2011, Rafael Nadal y David Ferrer se enfrentaron en cuartos de final, ganó David Ferrer y en semifinales perdió contra Andy Murray
En el Abierto de Australia 2012, David Ferrer llegó a cuartos de final y perdió contra Novak Djokovic, en la final Novak Djokovic también ganó a Rafael Nadal.
En el Abierto de Australia 2013 España fue el país con más jugadores en el cuadro final, 16 jugadores lo disputaron, David Ferrer y Nicolás Almagro se enfrentaron a cuartos de final, ganó David Ferrer que perdió en semifinales contra Novak Djokovic
En el Abierto de Australia 2022, Rafa Nadal, se convirtió en el primer tenista español en ganar el Abierto de Australia en 2 ocasiones, en la final ganó a Daniil Medvedev por 2-6, (5)6-7, 6-4, 6-4 y 7-5.

#### Femenino
La primera española en participar en el Abierto de Australia, fue Conchita Martínez, en la edición de 1989, llegó a segunda ronda donde fue derrotada por Gabriela Sabatini.
En el Abierto de Australia 1991, Arantxa Sánchez Vicario llegaba a semifinales y perdía contra la checa Jana Novotná por 2-6 y 4-6.
En el Abierto de Australia 1992, Arantxa Sánchez Vicario llegaba a semifinales y perdía contra la yugoslava Mónica Seles por 2-6 y 2-6.
En el Abierto de Australia 1993, Arantxa Sánchez Vicario llegaba a semifinales y perdía contra la alemana Steffi Graf por 5-7 y 4-6.
En el Abierto de Australia 1994, llegaban dos españolas a cuartos de final, Conchita Martínez perdía contra Kimiko Date y Arantxa Sánchez Vicario llegaba a la final y perdía contra la alemana Steffi Graf por 0-6 y 2-6.
En el Abierto de Australia 1995, por primera vez, dos españolas superaban los cuartos de final, Conchita Martínez perdía contra Mary Pierce en semifinales y Arantxa Sánchez Vicario llegaba a la final y perdía contra la francesa Mary Pierce por 3-6 y 2-6.
En el Abierto de Australia 1996, llegaban dos españolas a cuartos de final, Arantxa Sánchez Vicario perdía contra la americana Chanda Rubin, y Conchita Martínez perdía contra la alemana Anke Huber.
En el Abierto de Australia 1998, dos españolas llegaban a los cuartos de final, Arantxa Sánchez Vicario perdía contra Anke Huber en cuartos de final y Conchita Martínez llegaba a la final y perdía contra la suiza Martina Hingis por 3-6 y 3-6.
En el Abierto de Australia 2000, dos españolas llegaban a los cuartos de final, Arantxa Sánchez Vicario perdía contra Martina Hingis en cuartos de final y Conchita Martínez llegaba a semifinales y perdía contra la suiza Martina Hingis por 3-6 y 2-6.
En el Abierto de Australia 2003, Virginia Ruano Pascual llegaba a cuartos de final y perdía contra la belga Justine Henin-Hardenne por 2-6 y 2-6.
En el Abierto de Australia 2009, Carla Suárez llegaba a cuartos de final y perdía contra la rusa Elena Dementieva por 2-6 y 2-6.
En el Abierto de Australia 2020, Garbiñe Muguruza llegaba a la final y perdía contra la estadounidense Sofia Kenin por 6-4, 2-6 y 2-6.

### Abierto de Estados Unidos

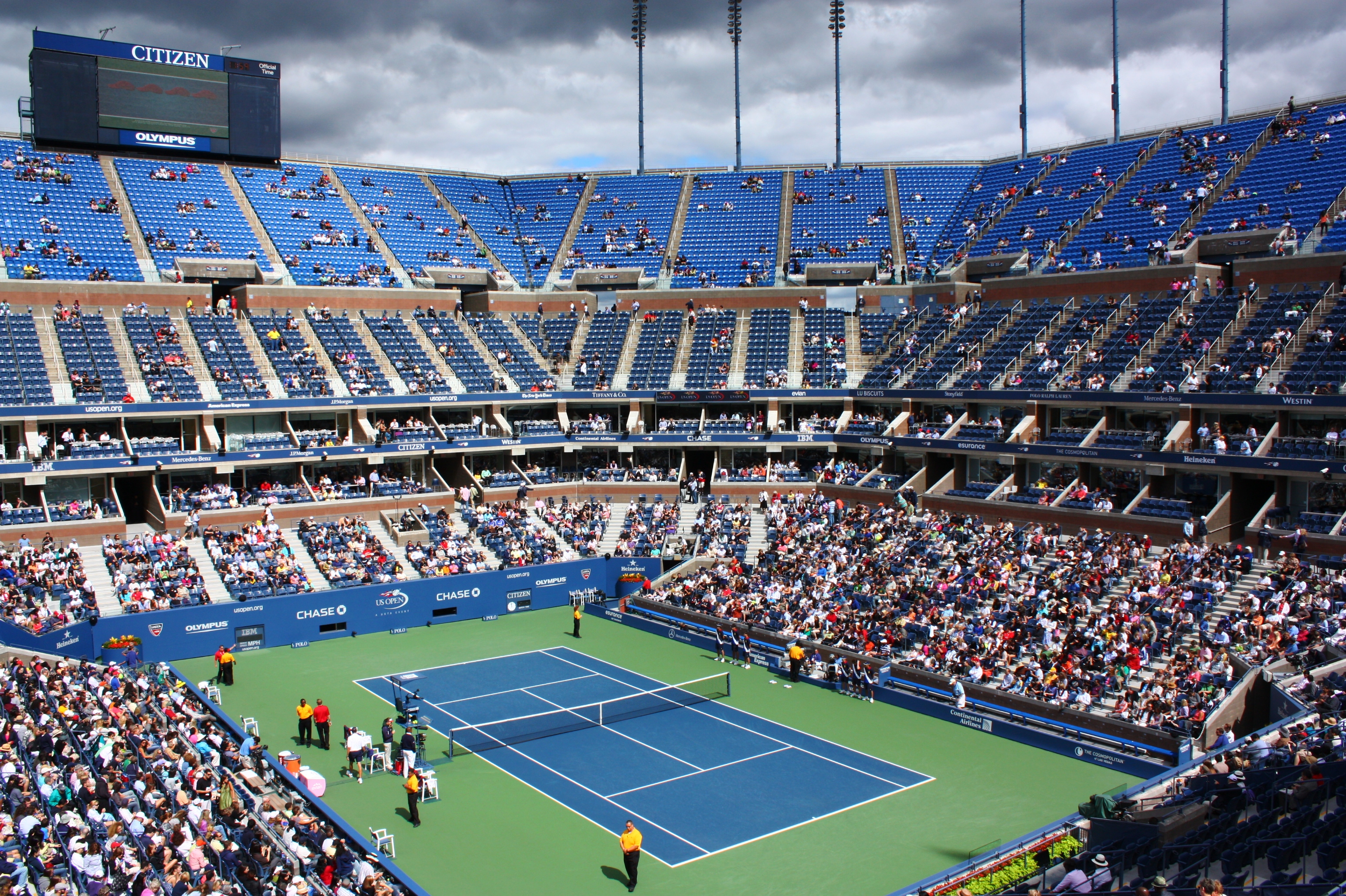
Arthur Ashe stadium

#### Masculino
El primer español en disputar el abierto de Estados Unidos fue Manuel Alonso de Areyzaga que llegó a cuartos de final en 1922, 1923, 1925 y 1927.
En el Campeonato nacional de Estados Unidos 1935, Enrique Maier llegó a cuartos de final, perdió contra Wilmer Allison por 2-6, 4-6 y 4-6.
En el Campeonato nacional de Estados Unidos 1965, Manuel Santana se convirtió en el primer español en ganar el Campeonato nacional de Estados Unidos, en la final ganó al sudafricano Cliff Drysdale por 6-2, 7-9, 7-5 y 6-1.
En el Campeonato nacional de Estados Unidos 1966, Manuel Santana llegó a semifinales y perdió contra John Newcombe por 3-6, 4-6, 8-6 y 6-8.
En el Abierto de Estados Unidos 1975, Manuel Orantes se convirtió en el segundo español en ganar el Abierto de Estados Unidos. En la final ganó al americano Jimmy Connors por 6-4, 6-3 y 6-3.
En el Abierto de Estados Unidos 1976, Manuel Orantes llegó a cuartos de final y perdió contra el sueco Björn Borg por 6-4, 0-6, 2-6, 7-5 y 4-6
En el Abierto de Estados Unidos 1977, Manuel Orantes llegó a cuartos de final y perdió contra el americano Jimmy Connors por 2-6, 4-6 y 3-6.
En el Abierto de Estados Unidos 1988, Emilio Sánchez Vicario llegó a cuartos de final y perdió contra el sueco Mats Wilander por 6-3, 6-7, 0-6 y 4-6.
En el Abierto de Estados Unidos 1991, Javier Sánchez Vicario llegó a cuartos de final y perdió contra el sueco Stefan Edberg por 3-6, 2-6 y 3-6.
En el Abierto de Estados Unidos 1996, dos españoles llegaron a cuartos de final. En esa ronda Javier Sánchez Vicario  perdió contra el americano Michael Chang y Àlex Corretja perdió contra el americano Pete Sampras.
En el Abierto de Estados Unidos 1998, Carlos Moyà llegó a semifinales de final y perdió contra el australiano Mark Philippoussis por 1-6, 4-6, 7-5 y 4-6.
En el Abierto de Estados Unidos 2003, Juan Carlos Ferrero llegó a la final y perdió contra el americano Andy Roddick por 3-6, 6-7 (2) y 3-6.
En el Abierto de Estados Unidos 2006, Rafael Nadal llegó a cuartos de final y perdió contra el ruso Mijaíl Yuzhny por 6-3, 5-7, 7-6 (5) y 6-1.
En el Abierto de Estados Unidos 2007, dos españoles llegan a cuartos de final. Carlos Moyá llegó a cuartos de final y perdió contra el serbio Novak Djokovic y David Ferrer perdió contra el serbio Novak Djokovic en semifinales.
En el Abierto de Estados Unidos 2008, Rafael Nadal llegó a semifinales y perdió contra el británico Andy Murray por 2-6, 6-7 (5), 6-4 y 4-6.
En el Abierto de Estados Unidos 2009, dos españoles llegan a cuartos de final, Rafael Nadal llegó a semifinales y perdió contra el argentino Juan Martín Del Potro y Fernando Verdasco perdió en cuartos contra el serbio Novak Djokovic.
En el Abierto de Estados Unidos 2010, dos españoles llegan a cuartos de final. Fernando Verdasco perdió en cuartos contra Rafael Nadal. Rafael Nadal se convirtió en el tercer español en ganar el Abierto de Australia, en la final ganó a Novak Djokovic por 6-4, 5-7, 6-4 y 6-2.
En el Abierto de Estados Unidos 2011, Rafael Nadal llegó a la final y perdió contra Novak Djokovic 2-6, 4-6, 7-6 (3) y 1-6.
En el Abierto de Estados Unidos 2012, David Ferrer llegó a semifinales y perdió contra Novak Djokovic 6-2, 1-6, 4-6 y 2-6.

#### Femenino
La primera española en participar en el Abierto de Australia fue Arantxa Sánchez Vicario, participó en el Abierto de Estados Unidos de 1987. Cayó en primera ronda contra Neige Dias
En el Abierto de Estados Unidos de 1989, Arantxa Sánchez Vicario llegó a cuartos de final y perdió contra la argentina Gabriela Sabatini por 6-3, 4-6 y 1-6.
En el Abierto de Estados Unidos de 1990, Arantxa Sánchez Vicario llegó a semifinales y perdió contra la alemana Steffi Graf por 1-6 y 2-6.
En el Abierto de Estados Unidos de 1991, por primera vez llegaron dos españolas a cuartos de final. Arantxa Sánchez Vicario llegó a cuartos de final y perdió contra la americana Martina Navrátilová, Conchita Martínez llegó a cuartos de final y perdió contra la alemana Steffi Graf
En el Abierto de Estados Unidos de 1992, Arantxa Sánchez Vicario llegó a la final y perdió contra la yugoslava Monica Seles por 3-6 y 3-6.
En el Abierto de Estados Unidos de 1993, Arantxa Sánchez Vicario llegó a semifinales y perdió contra la checa Helena Suková por 6-7, 7-5 y 6-2.
En el Abierto de Estados Unidos de 1994, Arantxa Sánchez Vicario llegaba a la final, y ganaba a la alemana Steffi Graf por 1-6, 7-6 y 6-4. Arantxa se convertía en la primera española en ganar el Abierto de Estados Unidos
En el Abierto de Estados Unidos de 1995, Conchita Martínez llegó a semifinales y perdió contra la yugoslava Mónica Seles por 2-6 y 2-6.
En el Abierto de Estados Unidos de 1996, Conchita Martínez llegó a semifinales y perdió contra la yugoslava Mónica Seles por 4-6 y 3-6.
En el Abierto de Estados Unidos de 1997, Arantxa Sánchez Vicario llegó a cuartos de final y perdió contra la suiza Martina Hingis por 3-6 y 2-6.
En el Abierto de Estados Unidos de 1998, Arantxa Sánchez Vicario llegó a cuartos de final y perdió contra la americana Venus Williams por 6-2, 1-6 y 1-6.
En el Abierto de Estados Unidos de 2013, Carla Suárez llegó a cuartos de final y perdió contra la americana Serena Williams por 0-6 y 0-6.

### Roland Garros

#### Masculino
En el 1925, el campeonato nacional de Francia, decidió aceptar extranjeros y pasó a ser conocido como Roland Garros, el cuarto Grand Slam, y el Grand Slam donde los españoles han ganado más veces. En ese mismo año (1925) participarían tres españoles, y Eduardo Flaquer se convirtió en el primer español en llegar a cuartos de final donde perdió contra el francés René Lacoste por 4-6, 5-7 y 2-6.
En el Torneo de Roland Garros 1960, dos españoles llegaron a cuartos de final. Manuel Santana perdió contra el chileno Luis Ayala. Y Andrés Gimeno perdió contra el italiano Nicola Pietrangeli.
En el  Torneo de Roland Garros 1961, Manuel Santana se convirtió en el primer tenista español en ganar Roland Garros, en la final venció al italiano Nicola Pietrangeli por 4-6, 6-1, 3-6, 6-0 y 6-2.
En el  Torneo de Roland Garros 1962, Manuel Santana llegó a semifinales y perdió contra el australiano Roy Emerson por 4-6, 6-3, 1-6, 6-2 y 3-6.
En el  Torneo de Roland Garros 1963, Manuel Santana llegó a semifinales y perdió contra el francés Pierre Darmon por 3-6, 6-4, 6-2 7-9 y 6-2.
En el  Torneo de Roland Garros 1964, Manuel Santana se convirtió en el primer tenista español en ganar dos veces el mismo Grand Slam. Santana volvió a ganar Roland Garros, en la final venció al italiano Nicola Pietrangeli por 6-3, 6-1, 4-6 y 7-5.
En el  Torneo de Roland Garros 1968, Andrés Gimeno llegó a semifinales y perdió contra el australiano Ken Rosewall por 6-3, 3-6, 5-7, 6-3 y 3-6.
En el  Torneo de Roland Garros 1969, Andrés Gimeno llegó a cuartos de final y perdió contra el australiano Rod Laver por 6-3, 3-6, 4-6 y 3-6.
En el  Torneo de Roland Garros 1972, Andrés Gimeno se convirtió en el segundo español en ganar Roland Garros, y también se convirtió en el español que ganó un Grand Slam con más edad, al hacerlo con 34 años. En la final venció al francés Patrick Proisy, por 4-6, 6-3, 6-1 y 6-1. Manuel Orantes también superó los cuartos de final y cayó contra el francés Patrick Proisy en semifinales.
En el  Torneo de Roland Garros 1974, Manuel Orantes, fue el tercer español en llegar a la final,  donde perdió contra el sueco Björn Borg por 6-2, 7-6, 0-6, 1-6 y 1-6.
En el  Torneo de Roland Garros 1976, Manuel Orantes llegó a cuartos de final y perdió contra el americano Eddie Dibbs por 3-6, 2-6 y 4-6.
En el  Torneo de Roland Garros 1977, José Higueras llegó a cuartos de final y perdió contra el australiano Phil Dent por 1-6, 3-6, 6-3, 7-6 y 3-6.
En el  Torneo de Roland Garros 1978, Manuel Orantes llegó a cuartos de final y perdió contra el americano Dick Stockton por 5-7, 1-6 y 3-6.
En el  Torneo de Roland Garros 1979, José Higueras llegó a cuartos de final y perdió contra el americano Vitas Gerulaitis por 1-6, 6-3, 4-6 y 4-6.
En el  Torneo de Roland Garros 1982, José Higueras llegó a semifinales y perdió contra el argentino Guillermo Vilas por 1-6, 3-6 y 6-7.
En el  Torneo de Roland Garros 1983, José Higueras llegó a semifinales y perdió contra el sueco Mats Wilander por 5-7, 7-6, 3-6 y 0-6.
En el  Torneo de Roland Garros 1988, Emilio Sánchez Vicario llegó a cuartos de final y perdió contra el sueco Mats Wilander por 7-6, 6-7, 3-6 y 4-6.
En el  Torneo de Roland Garros 1993, Sergi Bruguera se convirtió en el tercer español en ganar Roland Garros. En la final venció al americano Jim Courier por 6-4, 2-6, 6-2, 3-6 y 6-3.
En el  Torneo de Roland Garros 1994, Sergi Bruguera y Alberto Berasategui hicieron historia, al disputar la primera final de Grand Slam española, que ganó Sergi Bruguera por 6-3, 7-5, 2-6 y 6-1.
En el  Torneo de Roland Garros 1995, dos españoles llegaron a cuartos de final, Albert Costa llegó a cuartos de final y perdió contra el austriaco Thomas Muster. Sergi Bruguera llegó a semifinales y perdió contra el americano Michael Chang por 4-6, 5-7 (0) y 6-7 (0).
En el  Torneo de Roland Garros 1997, dos españoles llegaron a cuartos de final, Galo Blanco llegó a cuartos de final y perdió contra el australiano Patrick Rafter. Sergi Bruguera llegó a la final y perdió contra el brasileño Gustavo Kuerten por 3-6, 4-6 y 2-6. Sergi Bruguera era el primer español en llegar 3 veces a la final de Roland Garros.
En el  Torneo de Roland Garros 1998, Roland Garros fue dominado por los tenistas españoles que hicieron historia al llegar 3 españoles a semifinales. En semifinales cayó Félix Mantilla, en la otra semifinal el vencedor fue Àlex Corretja, la final fue la 2.ª final de Grand Slam española. La ganó Carlos Moyà por 6-3, 7-5 y 6-3, por lo que se convertía en el cuarto español en ganar Roland Garros.
En el  Torneo de Roland Garros 1999, Àlex Corretja llegó a cuartos de final y perdió contra el brasileño Fernando Meligeni por 2-6, 2-6 y 0-6.
En el  Torneo de Roland Garros 2000, fue la segunda vez que tres españoles llegaban a cuartos de final. Albert Costa llegó a cuartos de final y perdió contra el argentino Franco Squillari. Àlex Corretja perdió contra Juan Carlos Ferrero, y Juan Carlos perdió en semifinales contra el brasileño Gustavo Kuerten
En el  Torneo de Roland Garros 2001, Juan Carlos Ferrero llegó a semifinales y perdió contra el brasileño Gustavo Kuerten. Alex Corretja llegó a la final y la perdió contra el brasileño Gustavo Kuerten por 7-6 (3), 5-7, 2-6 y 0-6.
En el  Torneo de Roland Garros 2002, por segunda vez, tres españoles llegaban a semifinales, Alex Corretja perdió contra Albert Costa, y en la otra semifinal ganó Juan Carlos Ferrero. En la final, la tercera final española, ganó Albert Costa por 6-1, 6-0, 4-6 y 6-3 y se convertía en el quinto español en ganar Roland Garros.
En el  Torneo de Roland Garros 2003, Carlos Moyá llegó a cuartos y perdió contra el holandés Martin Verkerk. En semifinales, Juan Carlos Ferrero ganó a Albert Costa, y en la final, Juan Carlos Ferrero ganó a Martin Verkerk por 6-1, 6-3 y 6-2. Se convertía en el sexto español en ganar Roland Garros.
En el  Torneo de Roland Garros 2004, Carlos Moyá llegó a cuartos de final y perdió contra el argentino Guillermo Coria por 5-7, 6-7 (3) y 3-6.
En el  Torneo de Roland Garros 2005, Tommy Robredo llegó a cuartos de final y perdió contra el ruso Nikolái Davydenko. En cuartos Rafael Nadal ganó a David Ferrer. En la final Nadal ganó al argentino Mariano Puerta por 6-7 (8), 6-3, 6-1 y 7-5. Se convertía en el séptimo español en ganar Roland Garros.
En el  Torneo de Roland Garros 2006, Rafael Nadal ganaba a Roger Federer por 1-6, 6-1, 6-4 y 7-6(4).
En el  Torneo de Roland Garros 2007, Rafael Nadal ganaba a Roger Federer por 6-3, 4-6, 6-3 y 6-4. Se convertía en el primer español que ganaba tres veces seguidas un Grand Slam
En el  Torneo de Roland Garros 2008, Rafael Nadal ganaba a Roger Federer por 6-1, 6-3 y 6-0. Se convertía en el primer español que ganaba un Grand Slam sin perder un solo set durante todo el torneo.
En el  Torneo de Roland Garros 2009, Tommy Robredo llegó a cuartos de final y perdió contra el argentino Juan Martín del Potro por 3-6, 4-6 y 2-6.
En el  Torneo de Roland Garros 2010, Rafael Nadal ganaba a Robin Söderling por 6-4, 6-2 y 6-4. Se convertía en el primer español que ganaba por segunda vez, un Grand Slam sin perder un solo set en todo el torneo. Nicolás Almagro perdió en cuartos contra Rafa Nadal.
En el  Torneo de Roland Garros 2011, Rafael Nadal ganó en la final a Roger Federer por 7-5, 7-6 (3), 5-7 y 6-1.
En el  Torneo de Roland Garros 2012, Rafael Nadal ganó en la final a Novak Djokovic por 6-4, 6-3, 2-6 Y 7-5. Nicolás Almagro perdió en cuartos contra Rafa Nadal.
En el  Torneo de Roland Garros 2013, por cuarta vez, se disputó una final española, Rafael Nadal ganó en la final a David Ferrer por 6-3, 6-2 y 6-3. Tommy Robredo llegó a cuartos de final donde perdió contra David Ferrer. Nadal se convertía en el jugador que más veces ganaba Roland Garros, con ocho veces.

#### Femenino
En el 1925, se disputó la primera edición de Roland Garros. Las primeras españolas que participaron en Roland Garros fueron Fonrodona, M. Rosenbaum y Lilí Álvarez.
En el  Torneo de Roland Garros 1927, Lilí Álvarez llegaba a cuartos de final y perdía contra Bobbie Heine Miller por 6-3, 5-7 y 5-7.
En el  Torneo de Roland Garros 1930, Lilí Álvarez llegaba a semifinales y perdía contra la americana Helen Hull Jacobs por 1-6 y 0-6.
En el  Torneo de Roland Garros 1931, Lilí Álvarez llegaba a semifinales y perdía contra la alemana Cilly Aussem por 0-6 y 5-7.
En el  Torneo de Roland Garros 1936, Lilí Álvarez llegaba a semifinales y perdía contra la alemana Hilde Krahwinkel Sperling por 2-6 y 1-6.
En el  Torneo de Roland Garros 1937, Lilí Álvarez llegaba a semifinales y perdía contra la alemana Hilde Sperling por 1-6 y 1-6.
En el  Torneo de Roland Garros 1961, Pilar Barril llegaba a cuartos de final y perdía contra el alemán Edda Buding por 6-3, 4-6 y 2-6. Era la primera española que llegaba a cuartos de final desde que en 1937, 24 años atrás, lo hiciera Lilí de Álvarez.
En el  Torneo de Roland Garros 1987, Arantxa Sánchez Vicario llegaba a cuartos de final y perdía contra la argentina Gabriela Sabatini por 4-6 y 0-6. Era la primera española que llegaba a cuartos de final desde que en 1961, 26 años atrás, lo hiciera Pilar Barril.
En el  Torneo de Roland Garros 1988, Arantxa Sánchez Vicario llegaba a cuartos de final y perdía contra la australiana Nicole Provis por 5-7, 6-3 y 4-6.
En el  Torneo de Roland Garros 1989, Arantxa Sánchez Vicario llegaba a la final y ganaba a Steffi Graf por 7-6 (6), 3-6 y 7-5. Arantxa Sánchez Vicario se convertía en la primera española en ganar Roland Garros.
En el  Torneo de Roland Garros 1990, Conchita Martínez llegaba a cuartos de final y perdía contra la alemana Steffi Graf por 1-6 y 3-6.
En el  Torneo de Roland Garros 1991, Conchita Martínez llegaba a cuartos de final y perdía contra la yugoslava Monica Seles. Arantxa Sánchez Vicario llegaba a la final y perdía contra Monica Seles por 3-6 y 4-6. Por primera vez dos españolas llegaban a cuartos de final
En el  Torneo de Roland Garros 1992, Conchita Martínez llegaba a cuartos de final y perdía contra la argentina Gabriela Sabatini. Arantxa Sánchez Vicario llegaba a semifinales y perdía contra Steffi Graf por 6-0, 2-6 y 2-6.
En el  Torneo de Roland Garros 1993, Conchita Martínez llegaba a cuartos de final y perdía contra la alemana Anke Huber. Arantxa Sánchez Vicario llegaba a semifinales y perdía contra Mary Joe Fernández por 2-6 y 2-6.
En el  Torneo de Roland Garros 1994, Conchita Martínez llegaba a semifinales y perdía contra Arantxa Sánchez Vicario. Arantxa ganaba la final contra Mary Pierce por 4-6 y 4-6.
En el  Torneo de Roland Garros 1995, por primera vez llegaban tres españolas a cuartos de final. Virginia Ruano Pascual perdía contra Conchita Martínez. Conchita perdía contra Steffi Graf por 3-6, 7-6 (5) y 3-6. Arantxa llegaba a la final y perdía contra Steffi Graf, por 5-7, 6-4 y 0-6.
En el  Torneo de Roland Garros 1996, Conchita Martínez llegaba a semifinales y perdía contra Steffi Graf. Arantxa llegaba a la final y perdía contra Steffi Graf por 3-6, 7-6 (4) y 8-10.
En el  Torneo de Roland Garros 1997, Arantxa Sánchez Vicario llegaba a cuartos de final y perdía contra la suiza Martina Hingis por 2-6 y 2-6.
En el  Torneo de Roland Garros 1998, Arantxa Sánchez Vicario llegaba a la final y ganaba a Monica Seles por 7-6 (5), 0-6 y 6-2.
En el  Torneo de Roland Garros 1999, Conchita Martínez llegaba a cuartos de final y perdía contra  Monica Seles. Arantxa Sánchez Vicario llegaba a las semifinales y perdía contra Martina Hingis por 3-6 y 2-6.
En el  Torneo de Roland Garros 2000, tres españoles llegaban a cuartos de final y perdía contra Conchita Martínez. Cnchita Martínez ganaba a Arantxa en semifinales y en la final perdía contra Mary Pierce por 2-6 y 5-7.
En el  Torneo de Roland Garros 2003, Conchita Martínez llegaba a cuartos de final y perdía contra Kim Clijsters por 2-6 y 1-6.
En el  Torneo de Roland Garros 2008, Carla Suárez llegaba a cuartos de final y perdía contra Jelena Janković por 3-6 y 2-6. Era la primera española que llegaba a cuartos de final de un Grand Slam disputando la fase previa.

## Juegos Olímpicos
La primera vez que España participó en los Juegos Olímpicos en la especialidad tenis, fue en la edición del 1920 en Amberes. Participaron Eduardo Flaquer, Enrique de Satrústegui, José Alonso y Manuel Alonso que fue el español que llegó más lejos, Manuel llegó hasta cuartos de final donde perdió contra el británico Oswald Turnbull por 6-0, 5-7, 6-4, 3-6 y 5-7. En el cuadro de dobles, participaron la pareja formada por Manuel Alonso y José Alonso, fueron derrotados en la primera ronda. También participó la pareja formada por Eduardo Flaquer y Enrique de Satrústegui que cayeron en segunda ronda.
En los Juegos Olímpicos del 1924, participaron Francisco Sindreu, Raimundo Morales, Eduardo Flaquer y Manuel Alonso que fue el español que llegó más lejos. Manuel llegó a cuarta ronda, donde perdió contra el americano Vincent Richards por 5-7, 8-10, 6-2 y 3-6. En dobles masculinos participaron la pareja formada por Eduardo Flaquer y Raimundo Saprisa que cayeron en tercera ronda. La pareja formada por José Alonso y Manuel Alonso que llegaron a cuartos de final y perdieron contra los americanos Vincent Richards y Francis Hunter. Por primera vez España participó en la categoría femenina. En individuales femeninos participaron Rosa Torras y Elia González-Álvarez que llegó a cuartos de final y perdió contra la francesa A. Golding. En dobles femeninos participaron la pareja formada por Rosa Torras y Elia González-Álvarez que cayeron en primera ronda. En dobles mixtos participaron Rosa Torras y Raimundo Saprisa que cayeron en primera ronda y la pareja formada por Elia González-Álvarez y Eduardo Flaquer que cayeron en cuartos de final contra Marion Jessup y Vincent Richards

Los anillos olímpicos son el principal símbolo de los Juegos Olímpicos modernos, uno de los emblemas más reconocidos en todo el mundo y un símbolo de la paz.

Tras París 1924 el deporte del tenis dejó de ser deporte olímpico hasta la edición de Seúl 1988, donde participaron Emilio Sánchez que cayó en segunda ronda y Javier Sánchez y Sergio Casal quienes llegaron a tercera ronda. En dobles masculinos la pareja formada por Sergio Casal y Emilio Sánchez llegaron a la final y perdieron contra los americanos Ken Flach y Robert Seguso. Esa medalla de plata fue la primera medalla olímpica que ganó el tenis español. En individuales femeninos participó Arantxa Sánchez Vicario que fue derrotada en primera ronda. Ninguna española participó en los dobles femeninos.
En los Juegos Olímpicos de Barcelona 1992, participaron Sergi Bruguera, Jordi Arrese quien llegó a la final y perdió contra el suizo Marc Rosset. En dobles masculinos participaron Sergio Casal y Emilio Sánchez que cayeron en cuartos de final contra los alemanes Boris Becker y Michael Stich. En individuales femeninos participaron Conchita Martínez y Arantxa Sánchez Vicario que llegó a semifinales y perdió contra la americana Jennifer Capriati. En esa edición las dos semifinalistas ganaron la medalla de bronce. En dobles femeninos participaron la pareja formada por Conchita Martínez y Arantxa Sánchez Vicario que llegaron a la final y perdían contra las americanas Gigi Fernández y Mary Joe Fernandez. En esa edición el tenis español ganó dos medallas de plata y una de bronce
En los Juegos Olímpicos de 1996, participaron Carlos Costa, Albert Costa y Sergi Bruguera que llegó a la final perdiendo contra el americano Andre Agassi. En dobles masculinos participaron Sergi Bruguera y Tomás Carbonell que perdieron en cuartos de final contra los australianos Todd Woodbridge y Mark Woodforde. En individuales femeninos participaron Virginia Ruano Pascual, Conchita Martínez y Arantxa Sánchez Vicario que llegó a la final y perdía contra la americana Lindsay Davenport. En dobles femeninos participaron la pareja formada por Conchita Martínez y Arantxa Sánchez Vicario que perdían en semifinales pero en el partido para la medalla de bronce, ganaban a la pareja holandesa formada por Manon Bollegraf y Brenda Schultz-McCarthy En esa edición el tenis español ganó dos medallas de plata y una de bronce
En los Juegos Olímpicos del 2000, participaron Fernando Vicente, Àlex Corretja, Albert Costa y Juan Carlos Ferrero que llegó a cuartos de final y perdió contra el francés Arnaud Di Pasquale. En dobles masculinos participaron la pareja formada por Àlex Corretja y Albert Costa que perdieron en semifinales, pero en el partido para el bronce ganaron a los sudafricanos David Adams y John-Laffnie de Jager. En individuales femeninos participaron Conchita Martínez, Magüi Serna y Arantxa Sánchez Vicario que llegó a cuartos de final y perdió contra la americana Venus Williams. En dobles femeninos participaron la pareja formada por Conchita Martínez y Arantxa Sánchez Vicario. En esa edición el tenis español ganó una medalla de bronce.
En los Juegos Olímpicos del 2004, participaron Tommy Robredo, Juan Carlos Ferrero, Feliciano López y Carlos Moyá que llegó a cuartos de final y perdía contra el chileno Nicolás Massú. En dobles masculinos participaron la pareja formada por Feliciano López y Tommy Robredo que fueron derrotados en primera ronda, también participó la pareja formada por Carlos Moyá y Rafael Nadal que fueron derrotados en primera ronda. En individuales femeninos participaron Anabel Medina Garrigues, Magüi Serna, María Sánchez Lorenzo y Conchita Martínez, las cuatro jugadoras cayeron en primera ronda. En dobles femeninos participaron la pareja formada por Anabel Medina Garrigues y Arantxa Sánchez Vicario, también participó la pareja formada por Conchita Martínez y Virginia Ruano Pascual que llegaron a la final y perdieron contra la pareja china formada por Li Ting y Sun Tiantian. En esa edición el tenis español ganó una medalla de plata.
En los Juegos Olímpicos del 2008, participaron Tommy Robredo, David Ferrer y Nicolás Almagro. También participó Rafael Nadal que hizo historia al ganar la primera medalla de oro del tenis español venciendo al chileno Fernando González por 6-3, 7-6 (2) y 6-3. En dobles masculinos participaron la pareja formada por Rafael Nadal y Tommy Robredo. También participó la pareja formada por Nicolás Almagro y David Ferrer. Las dos parejas fueron derrotadas en segunda ronda. En individuales femeninos participaron Anabel Medina Garrigues y Carla Suárez Navarro, también participaron María José Martínez Sánchez y Nuria Llagostera Vives, que cayeron derrotadas en segunda ronda. En dobles femeninos participaron la pareja formada por Nuria Llagostera Vives y María José Martínez Sánchez, también participó la pareja formada por Anabel Medina Garrigues y Virginia Ruano Pascual, llegaron hasta la final y perdieron contra la pareja americana formada por Serena Williams y Venus Williams. En esa edición el tenis español ganó una medalla de oro y una medalla de plata.
En los Juegos Olímpicos del 2012, participaron Fernando Verdasco, David Ferrer y Feliciano López, también participó Nicolás Almagro que llegó a cuartos de final y perdió contra el británico Andy Murray.
En dobles masculinos participaron Marcel Granollers y Marc López, también participaron la pareja formada por David Ferrer y Feliciano López que llegaron a semifinales y perdieron contra la pareja francesa formada por Michaël Llodra y Jo-Wilfried Tsonga, en el partido para el bronce perdieron contra la pareja formada por Julien Benneteau y Richard Gasquet.
En individuales femeninos participaron Silvia Soler-Espinosa y Anabel Medina Garrigues, también participaron Carla Suárez Navarro y María José Martínez Sánchez que cayeron en segunda ronda.
En dobles femeninos participaron la pareja formada por Anabel Medina Garrigues y Arantxa Parra Santonja, perdieron en la primera ronda, también participó la pareja formada por Nuria Llagostera Vives y María José Martínez Sánchez que perdieron en la segunda ronda.
Por primera vez desde la edición de 1924, hubo una categoría de dobles mixtos, pero en esta categoría no participó ninguna pareja española.
Por primera vez desde la edición de 1924, el tenis español no pudo obtener ninguna medalla olímpica.